# Rutphasut Sukchart
Rutphasut Sukchart (thailändisch รุจพาศุตม์ สุขชาติ, * 12. April 1997) ist ein thailändischer Fußballspieler.

## Karriere
Rutphasut Sukchart spielte bis 2019 für den Bangkok FC. Wo er vorher gespielt hat, ist unbekannt. Der Verein aus der thailändischen Hauptstadt Bangkok spielte in der dritten Liga, der Thai League 3, in der Upper Region. Für Bangkok absolvierte er 2019 fünf Drittligaspiele. 2020 wechselte er zum Samut Sakhon FC. Mit dem Verein aus Samut Sakhon spielte er in der zweiten Liga, der Thai League 2. Sein Zweitligadebüt für Samut gab er am 1. März 2020 im Auswärtsspiel gegen den Ranong United FC. Hier stand der Abwehrspieler in der Anfangself und spielte die kompletten neunzig Minuten. Bis Saisonende bestritt er 17 Ligaspiele. Nach der Saison wurde sein Vertrag nicht verlängert.